# Old Court (métro de Baltimore)
Old Court est une station de métro américaine de l'unique ligne, d'Owings Mills à Johns Hopkins Hospital, du métro de Baltimore. Elle est située 4300 Old Court Road à Lochearn, une localité du comté de Baltimore, dans le Maryland. 
Ouverte en 1987, elle est exploitée, comme l'ensemble du métro, par la compagnie Maryland Transit Administration (MTA Maryland).

## Situation sur le réseau

Plan de la ligne unique du métro.

Établie en surface, Old Court est une station de passage de la Metro SubwayLink du métro de Baltimore. Elle est située entre la station Owings Mills, le terminus nord-ouest, et la station Milford Mill en direction du terminus sud-est Johns Hopkins Hospital.

## Histoire
La station  Old Court est mise en service le 20 juillet 1987, lors de l'ouverture à l'exploitation du prolongement de 9,8 km depuis l'ancienne station terminus  Reisterstown Plaza et le nouveau terminus Owings Mills.